# Aeroportul Přerov
Aeroportul Přerov (IATA: PRV, ICAO: LKPO) este un aeroport din Přerov⁠(d), Přerov⁠(d), Regiunea Olomouc, Cehia ce deservește zona Přerov⁠(d).
Situat la o altitudine de 206 m, aeroportul dispune de 2 piste. Este operat de LOM Praha⁠(d).

## Infrastructură

### Piste
Aeroportul dispune de 2 piste. Pista 06/24 are suprafața de beton și dimensiunile 2.500 m × 60 m. Pista 05/23 are suprafața de Iarbă și dimensiunile 840 m × 30 m. 